# آنتوان میه

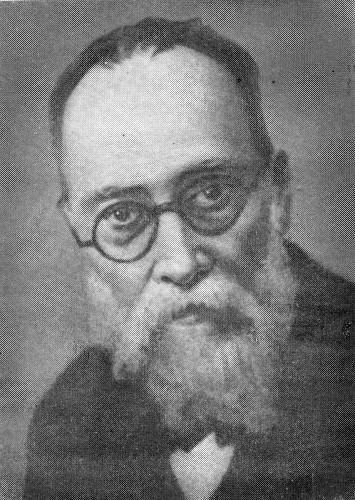
Meillet Antoine

پل ژول آنتوان میه (به فرانسوی: Paul-Jules-Antoine Meillet) (زادهٔ ۱۱ نوامبر ۱۸۶۶- مرگ ۲۱ سپتامبر ۱۹۳۶) زبان‌شناس فرانسوی بود.

## زندگی‌نامه
او در دانشگاه سوربون به آموختن پرداخت و از میشل برئال و فردینان دو سوسور تأثیر پذیرفت. در ۱۸۹۰ در یک سفر پژوهشی رهسپار قفقاز شد و در آنجا زبان ارمنی را آموخت. در بازگشت به آموزش دستور زبان تطبیقی پرداخت.
در ۱۸۹۷ دکترایش را با تزی دربارهٔ حالت اضافهٔ مفعولی در زبان اسلاوونیک باستان گرفت. در ۱۹۰۲ کرسی استادی زبان ارمنی را در مدرسهٔ زبان‌های شرقی به‌دست‌آورد. در ۱۹۰۵ او به استادی کولژ دو فرانس برگزیده‌شد و در آنجا به کار بر روی زبان‌های هندواروپایی پرداخت. وی همچنین همکاری نزدیکی با زبان‌شناسان نامی چون پل پیو و روبر گوتیو فراهم آورد.
او استاد زبان‌شناسان سرشناسی چون امیل بنونیست، ژرژ دومزیل و آندره مارتینه بود.
او از هواداران به‌کارگیری زبانی مشترک و جهانی چون اسپرانتو بود.

## نمونه آثار
- مطالعات ریشه‌شناسی و واژگان اسلاوی قدیم (۲جلد، ۱۹۰۲–۱۹۰۵)
- دستور زبان فارسی باستان (۱۹۱۵)
- سه سخنرانی در مورد گاتاهای اوستا (۱۹۲۵)
- فرهنگ ریشه‌شناسی زبان لاتین
- زبان‌شناسی تاریخی و زبان‌شناسی عمومی